# Theridion praemite
Theridion praemite là một loài nhện trong họ Theridiidae.
Loài này thuộc chi Theridion. Theridion praemite được Eugène Simon miêu tả năm 1907.